# Karl Krummacher (Landrat)
Karl Erdmann Nathanael Krummacher (* 20. Oktober 1864 in Halberstadt; † 13. Oktober 1931 in Wernigerode) war ein deutscher Verwaltungsjurist. Er war Landrat des Kreises Soldin.

## Leben

Landratsamt Soldin – Aufnahme von Karl Krummacher, 1912

Karl Krummacher war der Sohn des Dompredigers Cornelius Friedrich Adolf Krummacher und Enkel des Theologen Friedrich Wilhelm Krummacher. Er war verheiratet mit Margarethe geborene Koch.
Nach seinem Abitur am gräflichen Gymnasium in Wernigerode 1883 studierte er Rechtswissenschaften. Als Verwaltungsjurist wurde er im Jahre 1901 Landrat des Kreises Soldin in der Neumark. Er wurde zum Geheimen Regierungsrat ernannt.
Nach seiner Pensionierung zog er 1918 zurück nach Wernigerode, wo er das Eckhaus Goethestraße/Kesselmühlenstraße erwarb, das vom fürstlichen Baurat Paul Kilburger errichtet worden war. Er wurde in den Gemeindekirchenrat der St.-Sylvestri-Kirche in Wernigerode gewählt. Nach seinem Tod 1931 wurde er auf dem heute nicht mehr existierenden Friedhof der St. Sylvestrigemeinde in Wernigerode beigesetzt.